# Revolució del 5 d'octubre
La Revolució del 5 d'octubre de 1910 va suposar la proclamació de la Primera República Portuguesa i va posar fi a la monarquia del rei Manuel II.
Entre les causes de la revolució se citen la subjugació del país als interessos colonials britànics, les despeses de la família reial, el poder de l'església, la inestabilitat política i social, el sistema d'alternança dels dos partits en el poder (progressistes i regeneradors), la dictadura de João Franco i en general la incapacitat d'acompanyar l'evolució dels temps i adaptar-se a la modernitat. Aquests factors conduïren a un procés d'erosió de la monarquía portuguesa del qual els defensors de la república, especialment el Partit Republicà, van saber treure el màxim profit. El Partit Republicà es presentava com l'únic amb un programa capaç de tornar al país el prestigi perdut i posar a Portugal en el camí del progrés.
Després de l'oposició de l'exèrcit a combatre els prop de dos mil soldats i mariners rebels entre els dies 3 i 4 d'octubre de 1910, la república es va proclamar a les 9.00 h de l'endemà al balcó de l'Ajuntament de Lisboa. Després de la revolució, un govern provisional liderat per Teófilo Braga va dirigir el país fins al naixement de la Primera República amb l'aprovació de la Constitució de 1911. L'arribada de la república va implicar, entre altres coses, la substitució dels símbols nacionals: l'himne nacional i la bandera.